# Emil Hlobil
Emil Hlobil (ur. 11 października 1901 w Veselí nad Lužnicí, zm. 25 stycznia 1987 w Pradze) – czeski kompozytor.

## Życiorys
Odbył studia filozoficzne na Uniwersytecie Karola w Pradze (1920–1924), jednocześnie kształcił się pod kierunkiem Jaroslava Křički w Konserwatorium Praskim (1920–1923). W latach 1924–1925 i 1927–1930 był studentem w klasie mistrzowskiej Josefa Suka. Początkowo pracował jako nauczyciel w szkołach średnich, gdzie wykładał język niemiecki i propedeutykę filozofii. Od 1941 do 1958 roku był wykładowcą teorii muzyki i kompozycji w Konserwatorium Praskim. Od 1958 roku pracował w Akademii Sztuk Scenicznych w Pradze, na stanowisku docenta (1958) i profesora (1965). 
W 1971 roku otrzymał tytuł zasłużonego artysty, a w 1981 roku artysty narodowego. Opublikował prace O Josefu Sukovi (Praga 1934) i Nauka o hudebních formach (Praga 1963).

## Twórczość
Jako kompozytor nawiązywał do twórczości Josefa Suka i Vítězslava Nováka, już w latach 20. XX wieku zaczął jednak łączyć tradycje czeskiej szkoły muzycznej z elementami modernistycznymi. Po II wojnie światowej podporządkował się nakazom socrealizmu i dokonał znacznego uproszczenia swojego języka dźwiękowego, tworzył pieśni masowe i kantaty poruszające aktualną tematykę.

## Wybrane kompozycje
(na podstawie materiałów źródłowych)

### Utwory orkiestrowe
- Divertimento (1935)
- Sinfonietta (1939)
- Zpěv mládí (1944)
- Tryzna mučedníkům (1945)
- Tanečni rapsodie (1950)
- Slovenská rapsódie (1950)
- 7 symfonii (I 1949, II „Den vítězství” 1951, III 1957, IV 1959, V 1969, VI na orkiestrę smyczkową 1972, VII 1973)
- suity symfoniczne Weekend (1930), Lěto v Krkonoších (1950), Jaro v pražských zahradách (1951), Valašskou dědinou (1952)
- Koncert skrzypcowy (1955)
- Koncert na akordeon i orkiestrę (1956)
- Svátek práce (1960)
- Koncert na organy, smyczki i kotły (1963)
- Concerto filharmonico (1965)
- Invocazioni (1967)
- Koncert na kontrabas i orkiestrę (1968)
- Exclamationes (1970)
- Koncert na instrumenty dęte i perkusję (1971)
- Cesta živých (1974)
- Jubilace (1977)
- Koncert na marimbę i orkiestrę (1979)
- Koncert wiolonczelowy (1983)

### Utwory kameralne
- Kwintet smyczkowy (1925)
- 4 kwartety smyczkowe (I 1931, II 1936, III 1955, IV 1969)
- Trio fortepianowe (1938)
- Kwintet dęty (1940)
- Sonata na róg i fortepian (1942, zrewid. 1948)
- Kwartet na klawesyn, skrzypce, altówkę i wiolonczelę (1943)
- Nonet (1946)
- Oktet dęty (1956)
- Sonata skrzypcowa (1959)
- Kwartet na flet, obój, klarnet i fagot (1964)
- Aria e rondo na obój i harfę (1964)
- Sonata na flet i fortepian (1966)
- Sonata na trąbkę i fortepian (1967)
- Sonata na klarnet basowy i fortepian (1970)
- Sonata na puzon i fortepian (1973)
- Sonata na 2 wiolonczele i fortepian (1973)
- Trio na skrzypce, gitarę i akordeon (1976)
- Sonata na klarnet i fortepian (1978)
- Canto pensieroso na saksofon (1983)

### Kantaty
- Nad darem uhlí na bas, chór mieszany i orkiestrę (1952)
- Jměno milované na sopran, baryton, chór mieszany i orkiestrę (1953)

### Opery
- Anna Karenina (1963)
- Mesták šlechticem (1965)
- Král Václav IV (1981)

### Balet
- Kráska a zvíře (1975)